# Македонська фаланга

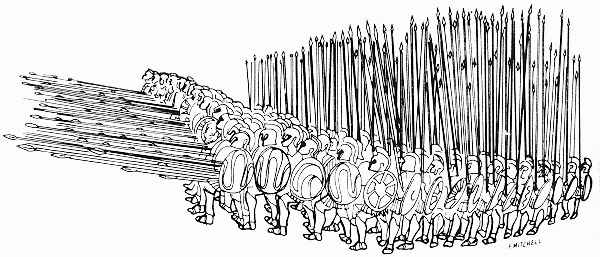
Македонська фаланга

Македонська фаланга — бойове шикування піхоти в армії Стародавньої Македонії з IV до початку II століття до н. е.

## Історія
Завдяки Александру Великому фаланга набула репутації непереможної ударної сили, що змітає все на своєму шляху. Однак Філіп II, творець македонської фаланги в середині IV століття до н. е., вивчив битись своїх підданих у лавах фаланги не від ситого життя. То був єдиний дешевий спосіб організувати ефективну масову армію з ненавчених селян, які не мали змоги постійно тренуватись зі зброєю та купувати собі обладунки. У прямокутне каре вміли шикуватись навіть дикі іллірійці під проводом Барділла. Афінський стратег Іфікрат, усвідомивши ефективність щільного однострою, озброював своїх гоплітів довгими списами й полегшеними круглими щитами. Філіп II організував македонян у полки, зміцнив дисципліною та виснажливими тренуваннями, так само як і постійними походами, вивчив битись у строю та надав озброєння, подібне до озброєння гоплітів Іфікрата.
Сила фаланги полягала не в героїзмі окремих осіб, як у еллінів, а у спрямованості всіх осіб на вирішення бойового завдання. У лавах фаланги важко було прославитись подвигом, але й боягузом також стати неможливо.

## Організаційна структура
Олександр використовував у своїх битвах 6 полків педзетайрів (дав.-гр. πεζεταιροι), «піших товаришів», так називали бійців фаланги. Полк був основною тактичною одиницею фаланги на полі бою. Його чисельність, ймовірно, могла змінюватись, та за оцінками становила не менше 1500 осіб. Комплектувались полки територіально. Пізніше Александр, змушений розпорошувати сили всією Азією, зменшив полк до хіліархії, підрозділу в 1000 осіб, зберігши загальну чисельність фаланги у 9 тисяч.
Базовою одиницею фаланги був лох (лохос) (дав.-гр. λόχος) — ряд у глибину з 16 бійців. Перший у ряду, лохаг (або протостат), діяв у фронті та спрямовував лох; останній, ураг, замикав ряд і стежив за діями бійців. Виділявся також напівлохіт, 9-й у ряду, який ставав у фронт («до щита»), коли глибина фаланги зменшувалась до 8 осіб. Саме таку глибину мала фаланга у битві при Іссі.

## Озброєння
Основною зброєю у щільному строю була сариса, довгий спис, але під час штурму укріплених позицій фалангіти бились списами звичайної довжини й метали дротики. Оскільки сарису необхідно було тримати обома руками, круглий слабоопуклий щит з міді, чи оббитий міддю, вішався на лівий лікоть і, можливо, на шийний ремінь. Діаметр щита близько 60 см. У фалангітів були також і короткі мечі.

## Застосування
Фаланга малорухома, її ціль — утримати лобовий натиск противника. На горбистій місцевості фаланга ламала стрій і ставала уразливою. Під час удару у фланг чи в тил фаланга втрачала свої переваги й перетворювалась на погано організований натовп. У битвах Філіп II та Александр Великий завдавали вирішального удару силами кінноти, натомість основні сили ворога безуспішно намагались зламати стрій фаланги.